# آقای اسمی (پیتر پن)
آقای اسمی (انگلیسی: Mr. Smee) یک شخصیت خیالی است که در نقش قایق‌ران کاپیتان هوک در نمایشنامه جیمز بری است.

## تاریخچه
اطلاعات بیشتر: شخصیت‌های پیتر پن
آقای اسمی برای یک دزد دریایی به طرز عجیبی مردی دلسوز به نظر می‌رسد. بری او را به عنوان "ایرلندی" تنها ناسازگار توصیف می کند. در میان خدمه هوک و "مردی که بدون توهین چاقو زد" و در پانتومیم‌های متعدد یا فیلم‌های پیتر پن به عنوان یک مرد نسبتاً احمق اما سرگرم کننده به غارت به جای لذت‌های شیطانی هوک نشان داده شده است. اسمی معمولاً جنبه طنزآمیز دزد دریایی را نشان می‌دهد، که اغلب به‌عنوان مردی زیبا با بینی‌های پیازدار و گونه‌های قرمز به تصویر کشیده می‌شود، اگرچه بری به جنبه‌ای تیره‌تر اشاره می‌کند. وقتی توسط هوک اسیر می‌شود، هر بچه‌ای اسمی را دوست دارد؛ او نمی‌تواند روی آن‌ها مشت بگذارد و هتک حرمت‌های خود را انجام می‌دهد - علی‌رغم اعتقاد او به اینکه از او می‌ترسند، هوک معتقد است که اسمی بدون اینکه بداند فرم خوبی دارد که البته بهترین فرم از همه است. او تقریباً به خاطر این موضوع به اسمی اشک می‌ریزد، اما می‌داند که چنگ زدن به یک مرد برای داشتن فرم خوب، فرم بسیار بدی است. اسمی پیشنهاد می‌کند وندی را از تخته نجات دهد، موضع اسمی در مورد جولی راجر متناقض ارائه شده است (به یک معنا، می‌توان گفت که "هیچ دو "اسمی" شبیه هم نیستند"). در پیتر و وندی، او به عنوان قایق کشتی شناخته شده است. او یکی از دو دزد دریایی است (دیگری استارکی) که از نبرد نهایی بین بچه‌ها و دزدان دریایی جان سالم به در برد و «از این پس با عینک خود در دنیا پرسه می‌زد و با گفتن اینکه او تنها مردی است که جاس هوک می‌کند زندگی مخاطره‌آمیزی می‌کند. ترسیده بود."
در فیلم پیتر پن در اسکارلت، او به خانه زیرزمینی پسران گمشده نقل مکان کرده است. او در پایان کتاب ناکجا آباد(نورلند) را ترک می‌کند و مغازه‌ای را در لندن باز می‌کند که سوغاتی‌های جمع آوری شده از ناکجا آباد(نورلند) را می‌فروشد.